# Sabiene Karlsson
Pour les articles homonymes, voir Karlsson.
Sabiene Laila Elisabeth Karlsson, née le 28 mars 1962 à Häverö, est une biathlète suédoise.

## Biographie
Elle fait ses débuts internationaux aux Championnats du monde 1985. Lors de l'édition suivante à Falun en Suède, elle est 14e du sprint, 15e de l'individuel et deuxième au relais, ce qui lui vaut la médaille d'argent avec Eva Korpela et Inger Björkbom. En 1988, elle est médaillée de bronze aux Championnats du monde en relais. Elle obtient trois résultats dans le top dix en Coupe du monde en 1988 dont une cinquième place. En 1989, elle court sa dernière saison au niveau mondial.

## Palmarès

### Championnats du monde
- Championnats du monde 1986 à Falun (Suède) :
  -  Médaille d'argent en relais.
- Championnats du monde 1988 à Chamonix (France) :
  -  Médaille de bronze en relais.